# احمدعلی هاشمی سندیلوی
احمدعلی هاشمی سندیلوی (زاده ۱۱۶۳ - درگذشته ۱۲۲۴ قمری)، شاعر و تذکره‌نویس فارسی هند است.

## زندگی
او در روستای سندیلهٔ اوتار پرادش هندوستان متولد شد. در کودکی به‌دلیل شرایط پدرش ناچار به ترک زادگاه خود شد. پس از چندی به‌وسیلهٔ نواب ذوالفقارالدوله میرزا نجف‌خان، در لشکر شاه عالم دوم، به خدمت گرفته شد و به دهلی رفت. در این شهر در پی نشست و برخاست با ایرانیانی که از خراسان، عراق و فارس به هند می‌آمدند، و در دهلی اقامت می‌گزیدند، محاورهٔ فارسی را آموخت. از زندگی او بیش از این اطلاعی در دست نیست و چنان‌که از پایان مخزن‌الغرایب نسخهٔ بانکیپور برمی‌آید، تا ۱۱ شوال ۱۲۲۴ زنده بوده است.
احمدعلی در اشعارش «خادم» تخلص می‌کرد. او با بیشتر شعرای هند و ایران ازجمله محمدحسن قتیل لاهوری، انشاءالله‌خان انشای دهلوی، حسرت مشهدی، ربیع خوانساری، ابراهیم شیرازی صبوری، میرزاباقر اصفهانی و سیدمظهرعلی صافی معاشر بود. نمونه‌هایی از شعر احمدعلی را می‌توان در مخزن الغرایب یافت.

## آثار
- تذکره مخزن الغرایب
- انیس العاشقین

هر دو اثر مشتمل است بر شرح احوال و نمونهٔ اشعار شاعران پارسی‌گوی متقدم، متأخر و معاصر او.